# 蔭山家広
蔭山 家広（かげやま いえひろ）は、戦国時代の武士。後北条氏家臣で小田原衆。『寛政重修諸家譜』によれば鎌倉公方・足利持氏の4世孫で蔭山氏4代目当主とされる。

## 概要
黒田基樹は、蔭山氏は本来は室町幕府の奉公衆（『文安年中御番帳』には蔭山修理亮、『東山殿時代大名外様附』には蔭山与次の名前が見える）で、足利政知とともに下向し堀越公方の奉公衆となった（伊勢盛時の同僚であった）とした。
天文13年（1544年）6月12日に記された『鶴岡御造営日記』には、北条氏康の家臣として陰山長門守（家広）の名前が見える。
天文13年（1544年）には、10月28日付で松田盛秀の同心衆である家広に「上方の内かなやみのわ両郷」の代官職を与えた朱印状が送られている。天文13年10月には富士上方で後北条氏と今川氏の抗争があったと考えられており、家広の寄親の松田盛秀は、翌年に富士下方地域の拠点の吉原城の城将を務めていることが確認されることから、その同心衆が上方地域で代官職を与えられていることとも整合が取れる。
「後藤文書」には、永禄元年3月22日付で蔭山長門入道殿に宛てたものがあるので、この頃には家督を子の忠広に譲っていたと考えられる。
「相州文書」には、永禄7年（1564年）9月25日付けで、家広後室の妙悟の証文が存在する。